# 遠い喇叭
『遠い喇叭』（とおいラッパ、A Distant Trumpet）は、1964年に公開されたアメリカ合衆国の西部劇映画。
ラオール・ウォルシュ監督の遺作となった作品。出演はトロイ・ドナヒューやスザンヌ・プレシェットなど。

## キャスト
| 役名                         | 俳優                     | 日本語吹替  | 日本語吹替   |
| 役名                         | 俳優                     | NETテレビ版 | フジテレビ版 |
| ---------------------------- | ------------------------ | ----------- | ------------ |
| マット・ハザード少尉         | トロイ・ドナヒュー       | 野沢那智    | 野沢那智     |
| キティ・メインウォーリング   | スザンヌ・プレシェット   | 小原乃梨子  | 武藤礼子     |
| ローラ・フレリーフ           | ダイアン・マクベイン     | 武藤礼子    |              |
| アレクサンダー・クイント少佐 | ジェームズ・グレゴリー   | 池田忠夫    |              |
| テディ・メンウェアリング中尉 | ウィリアム・レイノルズ   |             |              |
| ジョーンズ                   | クロード・エイキンス     |             |              |
| 陸軍長官                     | ケント・スミス           |             |              |
| ヒラム・プレスコット         | バートレット・ロビンソン |             |              |

- NETテレビ版：初回放送1969年3月2日『日曜洋画劇場』
- フジテレビ版：初回放送1972年1月7日『ゴールデン洋画劇場』

## スタッフ
- 監督：ラオール・ウォルシュ
- 製作：ウィリアム・H・ライト
- 原作：ポール・ホーガン
- 脚色：リチャード・フィルーダー、アルバート・ベイヒト
- 脚本：ジョン・ツイスト
- 撮影：ウィリアム・H・クローシア
- 音楽：マックス・スタイナー